# Bernhard Riedel
Bernhard Moritz Carl Ludwig Riedel (ur. 18 września 1846 w Teschentin, zm. 12 września 1916 w Jenie) – niemiecki chirurg.

## Życiorys
Studiował na Uniwersytecie w Jenie i Uniwersytecie w Rostocku, następnie był asystentem w Rostocku i na Uniwersytecie Georga Augusta w Getyndze, od 1877 do 1881 roku docent chirurgii w Getyndze, po czym praktykował przez 6,5 roku w szpitalu w Akwizgranie. Od 1888 roku profesor chirurgii i dyrektor kliniki chirurgicznej w Jenie. Zmarł na raka płuc w 1916 roku.

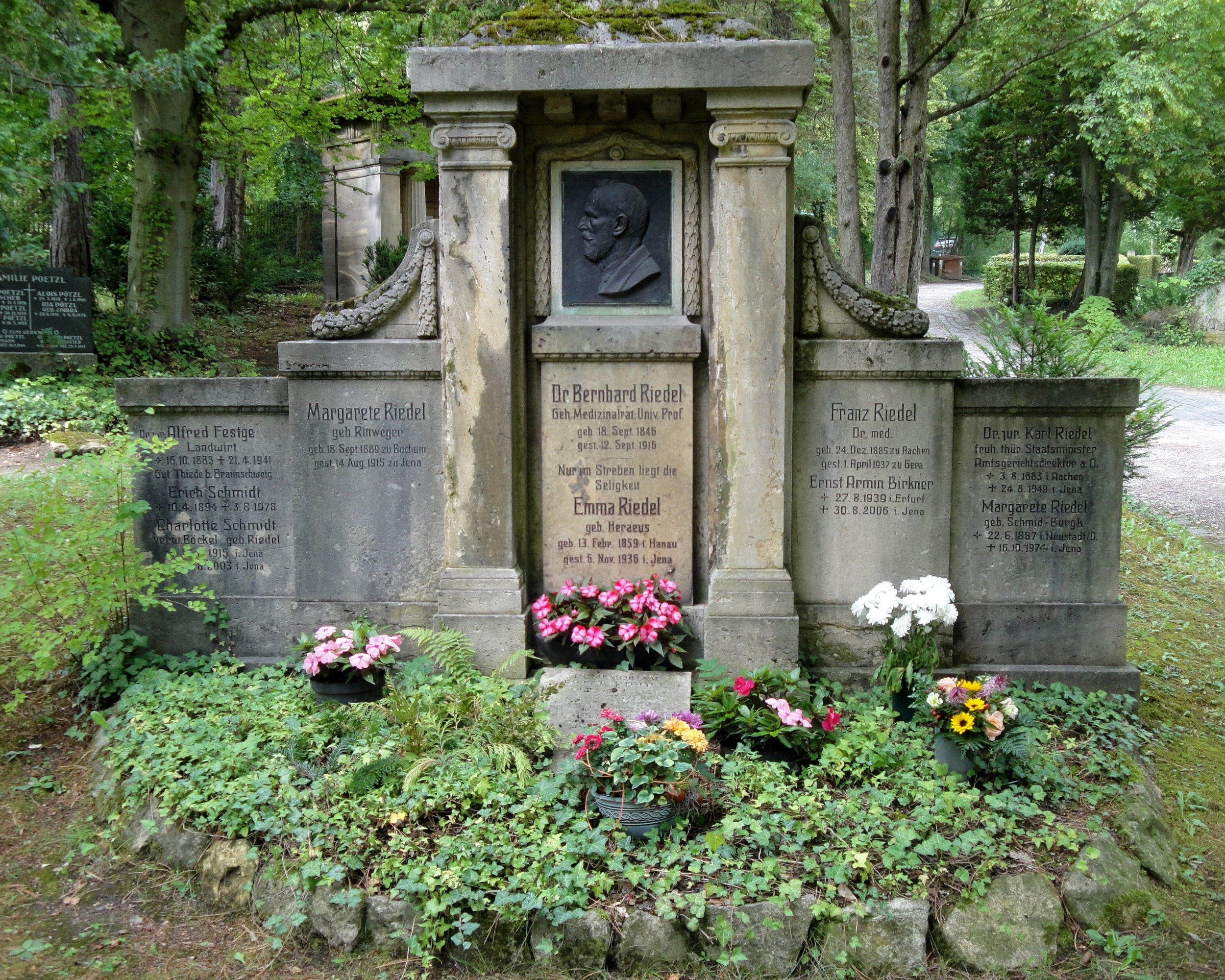
Grobowiec na Nordfriedhof w Jenie

## Dorobek naukowy
Riedel jako pierwszy opisał rzadką chorobę tarczycy, znaną dziś jako zapalenie Riedla, i wariant anatomiczny wątroby, określany jako płat Riedla. 

## Wybrane prace
- Die entzündlichen Processe und die Geschwülste am Halse. Deutsche Chirurgie, 1882, 36.
- Über acute Darmwandbrüche.[Volkmann’s] Sammlung klinischer Vorträge, Leipzig, 1886.
- Erfahrungen über die Gallensteinkrankheiten mit und ohne Icterus. Berlin, 1892.
- Anleitung zum Operieren an der Leiche und am Lebenden. Jena, 1896.